# Ati (re di Lidia)
Ati (in greco antico: Ἄτυς?, Átys) è un personaggio della mitologia greca. Fu un re di Lidia, in quei tempi conosciuta come Meonia.

## Genealogia
Figlio di Mane o di Eracle e di Onfale, fu il padre di Lido e Tirreno (o Torebo).

## Mitologia
In seguito ad una grande carestia che durò per diciotto anni Ati dovette scegliere quale dei due figli tenere in patria e quale costringere ad emigrare assieme ad una parte della popolazione e così tenne Lido, mentre Tirreno fu inviato fuori dalla Lidia e condusse i suoi seguaci in Umbria dove si stabilirono e divennero noti come Tirreni.
Dionigi di Alicarnasso però cita Xanto Lidio il quale asserisce che i figli di Ati furono Lidio e Torebo e che i due si divisero il regno dopo la morte del padre e che nessuno dei due lasciò mai la Lidia.